# العلاقات البالاوية الكولومبية
العلاقات البالاوية الكولومبية هي العلاقات الثنائية التي تجمع بين بالاو وكولومبيا.

## مقارنة بين البلدين
هذه مقارنة عامة ومرجعية للدولتين:
| وجه المقارنة                                              | بالاو                         | كولومبيا        |
| --------------------------------------------------------- | ----------------------------- | --------------- |
| المساحة (كم2)                                             | 465                           | 1.14 مليون      |
| عدد السكان (نسمة)                                         | 21.73 ألف                     | 49.07 مليون     |
| الكثافة السكانية (ن./كم²)                                 | 4.67 ألف                      | 43.04           |
| العاصمة                                                   | نغيرولمود، كورور              | بوغوتا          |
| اللغة الرسمية                                             | لغة إنجليزية، اللغة البالاوية | اللغة الإسبانية |
| العملة                                                    | دولار أمريكي                  | بيزو كولومبي    |
| الناتج المحلي الإجمالي (بليون دولار)                      | 291.54 مليون                  | 309.19 مليار    |
| الناتج المحلي الإجمالي (تعادل القوة الشرائية) بليون دولار | 326.12 مليون                  | 724.96 مليار    |
| الناتج المحلي الإجمالي الاسمي للفرد دولار أمريكي          | 13.50 ألف                     | 7.60 ألف        |
| الناتج المحلي الإجمالي للفرد دولار أمريكي                 | 14.76 ألف                     | 13.36 ألف       |
| مؤشر التنمية البشرية                                      | 0.780                         | 0.720           |
| رمز المكالمات الدولي                                      | +680                          | +57             |
| رمز الإنترنت                                              | .pw                           | .co             |
| المنطقة الزمنية                                           | ت ع م+09:00                   | 00              |

## منظمات دولية مشتركة
يشترك البلدان في عضوية مجموعة من المنظمات الدولية، منها:
| علم المنظمة | اسم المنظمة                        | تاريخ انضمام بالاو | تاريخ انضمام كولومبيا |
| ----------- | ---------------------------------- | ------------------ | --------------------- |
|             | مؤسسة التنمية الدولية              | 16 ديسمبر 1997     | 16 يونيو 1961         |
|             | الأمم المتحدة                      | 15 ديسمبر 1994     | 5 نوفمبر 1945         |
|             | منظمة حظر الأسلحة الكيميائية       | ?                  | ?                     |
|             | مؤسسة التمويل الدولية              | 16 ديسمبر 1997     | 20 يوليو 1956         |
|             | وكالة ضمان الاستثمار متعدد الأطراف | 16 ديسمبر 1997     | 30 نوفمبر 1995        |
|             | يونسكو                             | 20 سبتمبر 1999     | 31 أكتوبر 1947        |
|             | البنك الدولي للإنشاء والتعمير      | 16 ديسمبر 1997     | 24 ديسمبر 1946        |